# Zamarra
Zamarra és un municipi de la província de Salamanca, a la comunitat autònoma de Castella i Lleó. Limita al Nord amb Ciudad Rodrigo, a l'Est amb Serradilla del Arroyo, La Atalaya i Serradilla del Llano, al Sud amb Agallas i a l'Oest amb Herguijuela de Ciudad Rodrigo i Pastores.